# Solaris Express
Solaris Express è una distribuzione OpenSolaris ufficiale di Sun Microsystems e viene distribuita in formato binario.